# ویلدمن
شهر ویلدمن (به آلمانی: Wildemann) در ایالت نیدرزاکسن در کشور آلمان واقع شده‌است.